# Bandes originales de Wicked (film)
Wicked est l'adaptation cinématographique du premier acte de la comédie musicale du même titre de Stephen Schwartz et Winnie Holzman, lancée en 2003 à Broadway.
Deux bandes originales ont été publiées afin d'accompagner la sortie du film. La première, intitulée Wicked: The Soundtrack, contient les numéros musicaux du film par Stephen Schwartz. La seconde, intitulée Original Motion Picture Score, contient la musique de scène par John Powell et Schwartz.

## Wicked: The Soundtrack
Albums de Wicked
Wicked (Original Broadway Cast Recording)
(2003)

### Développement
En 2021, après plusieurs années de développement, Universal Pictures lance la production d'une adaptation cinématographique de la comédie musicale Wicked que le studio produit à Broadway depuis 2003. Le réalisateur Jon M. Chu signe pour la réalisation du film.
Le tournage du film devait débuter à l'origine en juin 2022 au Royaume-Uni. Mais le mois suivant, Jon Chu annonce que finalement, deux films seront tournés en simultané afin d'adapter fidèlement la comédie musicale, sans couper de scènes, réduire la présence de certains personnages ou modifier l'histoire. Le premier film adaptera donc uniquement le premier acte et utilisera ses chansons. Il est également confirmé qu'aucune nouvelles chansons ne seront composées pour le premier film.
Pour le film, Jeff Atmajian à retravaillé l'orchestration des chansons de la comédie musicale qui avaient été orchestrées à l'origine par William David Brohn. Pour le film, l’orchestre compte 80 musiciens, contre 23 pour le spectacle original. L'enregistrement de la musique s'est déroulé au AIR Studios à Londres avec un orchestre dirigé par Stephen Oremus, le premier chef d'orchestre du spectacle original. 
Les versions des chansons dans l'album sont légèrement différentes de celles présentes dans le film. En effet, dans le film, une grande partie des acteurs ont chanté leur partie directement sur le plateau lors du tournage du film qui s'est déroulé aux studios d'Elstree, tandis que l'album utilise un mélange des versions enregistrées sur le tournage et des versions enregistrées en studio avant le tournage pour aider les acteurs sur le plateau.

### Sortie
L'album est sorti le 22 novembre 2024, simultanément à la sortie nord-américaine du film. Physiquement, l'album sera disponible au format CD, Vinyle et Picture-disc. Différentes variantes de ses versions ont été créées en édition limitée dans certaines enseignes.

### Liste des titres
Note : Toutes les musiques de la liste ci-dessous sont composées et écrites par Stephen Schwartz.
| Liste des titres de Wicked: The Soundtrack | Liste des titres de Wicked: The Soundtrack | Liste des titres de Wicked: The Soundtrack                                                                | Liste des titres de Wicked: The Soundtrack | Liste des titres de Wicked: The Soundtrack | Liste des titres de Wicked: The Soundtrack | Liste des titres de Wicked: The Soundtrack | Liste des titres de Wicked: The Soundtrack | Liste des titres de Wicked: The Soundtrack | Liste des titres de Wicked: The Soundtrack |
| No                                         | Titre                                      | Interprètes                                                                                               | Durée                                      |                                            |                                            |                                            |                                            |                                            |                                            |
| ------------------------------------------ | ------------------------------------------ | --- | ------------------------------------------ | ------------------------------------------ | ------------------------------------------ | ------------------------------------------ | ------------------------------------------ | ------------------------------------------ | ------------------------------------------ |
| 1.                                         | No One Mourns the Wicked                   | Ariana Grande, Andy Nyman, Courtney Mae-Briggs, Jeff Goldblum, Sharon D. Clarke, Jenna Boyd et l'ensemble | 7:28                                       |                                            |                                            |                                            |                                            |                                            |                                            |
| 2.                                         | Dear Old Shiz                              | l'ensemble et Ariana Grande                                                                               | 1:12                                       |                                            |                                            |                                            |                                            |                                            |                                            |
| 3.                                         | The Wizard and I                           | Cynthia Erivo et Michelle Yeoh                                                                            | 5:36                                       |                                            |                                            |                                            |                                            |                                            |                                            |
| 4.                                         | What Is This Feeling?                      | Ariana Grande et Cynthia Erivo                                                                            | 3:49                                       |                                            |                                            |                                            |                                            |                                            |                                            |
| 5.                                         | Something Bad                              | Peter Dinklage et Cynthia Erivo                                                                           | 1:48                                       |                                            |                                            |                                            |                                            |                                            |                                            |
| 6.                                         | Dancing Through Life                       | Jonathan Bailey, Ariana Grande, Ethan Slater, Marissa Bode, Cynthia Erivo et l'ensemble                   | 9:47                                       |                                            |                                            |                                            |                                            |                                            |                                            |
| 7.                                         | Popular                                    | Ariana Grande                                                                                             | 4:01                                       |                                            |                                            |                                            |                                            |                                            |                                            |
| 8.                                         | I'm Not That Girl                          | Cynthia Erivo                                                                                             | 3:56                                       |                                            |                                            |                                            |                                            |                                            |                                            |
| 9.                                         | One Short Day                              | Ariana Grande, Cynthia Erivo, Idina Menzel, Kristin Chenoweth, Michael McCorry Rose et l'ensemble         | 6:33                                       |                                            |                                            |                                            |                                            |                                            |                                            |
| 10.                                        | A Sentimental Man                          | Jeff Goldblum                                                                                             | 2:12                                       |                                            |                                            |                                            |                                            |                                            |                                            |
| 11.                                        | Defying Gravity                            | Ariana Grande et Cynthia Erivo                                                                            | 7:37                                       |                                            |                                            |                                            |                                            |                                            |                                            |
| 53:58                                      |                                            | |                                            |                                            |                                            |                                            |                                            |                                            |                                            |

| Liste des titres de Wicked: The Soundtrack – Exclusivité des plateformes de streaming et de l'édition vinyle du Disquaire Day | Liste des titres de Wicked: The Soundtrack – Exclusivité des plateformes de streaming et de l'édition vinyle du Disquaire Day | Liste des titres de Wicked: The Soundtrack – Exclusivité des plateformes de streaming et de l'édition vinyle du Disquaire Day | Liste des titres de Wicked: The Soundtrack – Exclusivité des plateformes de streaming et de l'édition vinyle du Disquaire Day | Liste des titres de Wicked: The Soundtrack – Exclusivité des plateformes de streaming et de l'édition vinyle du Disquaire Day | Liste des titres de Wicked: The Soundtrack – Exclusivité des plateformes de streaming et de l'édition vinyle du Disquaire Day | Liste des titres de Wicked: The Soundtrack – Exclusivité des plateformes de streaming et de l'édition vinyle du Disquaire Day | Liste des titres de Wicked: The Soundtrack – Exclusivité des plateformes de streaming et de l'édition vinyle du Disquaire Day | Liste des titres de Wicked: The Soundtrack – Exclusivité des plateformes de streaming et de l'édition vinyle du Disquaire Day | Liste des titres de Wicked: The Soundtrack – Exclusivité des plateformes de streaming et de l'édition vinyle du Disquaire Day |
| No | Titre | Interprètes | Durée | | | | | | |
| --- | --- | --- | --- | --- | --- | --- | --- | --- | --- |
| 12. | Ozdust Duet | L'orchestre | 2:11 | | | | | | |
| 56:18 | | | | | | | | | |

| Liste des titres de Wicked: The Soundtrack – Édition spéciale Apple Music | Liste des titres de Wicked: The Soundtrack – Édition spéciale Apple Music | Liste des titres de Wicked: The Soundtrack – Édition spéciale Apple Music | Liste des titres de Wicked: The Soundtrack – Édition spéciale Apple Music | Liste des titres de Wicked: The Soundtrack – Édition spéciale Apple Music | Liste des titres de Wicked: The Soundtrack – Édition spéciale Apple Music | Liste des titres de Wicked: The Soundtrack – Édition spéciale Apple Music | Liste des titres de Wicked: The Soundtrack – Édition spéciale Apple Music | Liste des titres de Wicked: The Soundtrack – Édition spéciale Apple Music | Liste des titres de Wicked: The Soundtrack – Édition spéciale Apple Music |
| No                                                                        | Titre                                                                     | Interprètes                                                               | Durée                                                                     |                                                                           |                                                                           |                                                                           |                                                                           |                                                                           |                                                                           |
| ------------------------------------------------------------------------- | ------------------------------------------------------------------------- | ------------------------------------------------------------------------- | ------------------------------------------------------------------------- | ------------------------------------------------------------------------- | ------------------------------------------------------------------------- | ------------------------------------------------------------------------- | ------------------------------------------------------------------------- | ------------------------------------------------------------------------- | ------------------------------------------------------------------------- |
| 12.                                                                       | Ozdust Duet                                                               | L'orchestre                                                               | 2:11                                                                      |                                                                           |                                                                           |                                                                           |                                                                           |                                                                           |                                                                           |
| 13.                                                                       | Commentaire audio                                                         | Stephen Schwartz                                                          | 0:33                                                                      |                                                                           |                                                                           |                                                                           |                                                                           |                                                                           |                                                                           |
| 56:42                                                                     |                                                                           |                                                                           |                                                                           |                                                                           |                                                                           |                                                                           |                                                                           |                                                                           |                                                                           |

| Liste des titres de Wicked: The Soundtrack – Édition spéciale des plateformes de streaming et version Japonaise | Liste des titres de Wicked: The Soundtrack – Édition spéciale des plateformes de streaming et version Japonaise | Liste des titres de Wicked: The Soundtrack – Édition spéciale des plateformes de streaming et version Japonaise | Liste des titres de Wicked: The Soundtrack – Édition spéciale des plateformes de streaming et version Japonaise | Liste des titres de Wicked: The Soundtrack – Édition spéciale des plateformes de streaming et version Japonaise | Liste des titres de Wicked: The Soundtrack – Édition spéciale des plateformes de streaming et version Japonaise | Liste des titres de Wicked: The Soundtrack – Édition spéciale des plateformes de streaming et version Japonaise | Liste des titres de Wicked: The Soundtrack – Édition spéciale des plateformes de streaming et version Japonaise | Liste des titres de Wicked: The Soundtrack – Édition spéciale des plateformes de streaming et version Japonaise | Liste des titres de Wicked: The Soundtrack – Édition spéciale des plateformes de streaming et version Japonaise |
| No | Titre | Interprètes | Durée | | | | | | |
| --- | --- | --- | --- | --- | --- | --- | --- | --- | --- |
| 12. | Ozdust Duet | L'orchestre | 2:11 | | | | | | |
| 13. | Popular (Radio Edit)                                                                                            | Ariana Grande                                                                                                   | 2:53 | | | | | | |
| 14. | Defying Gravity (Radio Edit)                                                                                    | Ariana Grande et Cynthia Erivo                                                                                  | 3:33 | | | | | | |
| 62:44 | | | | | | | | | |

## Original Motion Picture Score

### Développement
En juillet 2024, il est dévoilé que John Powell s'est occupé de co-composer la musique de scène avec Stephen Schwartz. L'enregistrement s'est également déroulé au AIR Studios à Londres et Powell à lui-même dirigé l'orchestre.

### Sortie
L'album est sorti le 6 décembre 2024. Physiquement, il est disponible au format CD et Vinyle.

### Liste des titres
Note : Toutes les musiques de la liste ci-dessous sont composées par John Powell et Stephen Schwartz.
| Liste des titres de Wicked: Original Motion Picture Score | Liste des titres de Wicked: Original Motion Picture Score | Liste des titres de Wicked: Original Motion Picture Score | Liste des titres de Wicked: Original Motion Picture Score | Liste des titres de Wicked: Original Motion Picture Score | Liste des titres de Wicked: Original Motion Picture Score | Liste des titres de Wicked: Original Motion Picture Score | Liste des titres de Wicked: Original Motion Picture Score | Liste des titres de Wicked: Original Motion Picture Score | Liste des titres de Wicked: Original Motion Picture Score |
| No                                                        | Titre                                                     | Durée                                                     |                                                           |                                                           |                                                           |                                                           |                                                           |                                                           |                                                           |
| --------------------------------------------------------- | --------------------------------------------------------- | --------------------------------------------------------- | --------------------------------------------------------- | --------------------------------------------------------- | --------------------------------------------------------- | --------------------------------------------------------- | --------------------------------------------------------- | --------------------------------------------------------- | --------------------------------------------------------- |
| 1.                                                        | Arrival at Shiz University                                | 2:08                                                      |                                                           |                                                           |                                                           |                                                           |                                                           |                                                           |                                                           |
| 2.                                                        | Our Heroes Meet                                           | 1:54                                                      |                                                           |                                                           |                                                           |                                                           |                                                           |                                                           |                                                           |
| 3.                                                        | Nessarose                                                 | 1:10                                                      |                                                           |                                                           |                                                           |                                                           |                                                           |                                                           |                                                           |
| 4.                                                        | Meet the Faculty                                          | 3:34                                                      |                                                           |                                                           |                                                           |                                                           |                                                           |                                                           |                                                           |
| 5.                                                        | Elphaba’s Power                                           | 3:35                                                      |                                                           |                                                           |                                                           |                                                           |                                                           |                                                           |                                                           |
| 6.                                                        | How to Loathe Your Roommate                               | 3:43                                                      |                                                           |                                                           |                                                           |                                                           |                                                           |                                                           |                                                           |
| 7.                                                        | History Lesson                                            | 3:46                                                      |                                                           |                                                           |                                                           |                                                           |                                                           |                                                           |                                                           |
| 8.                                                        | Levitate the Coin                                         | 2:17                                                      |                                                           |                                                           |                                                           |                                                           |                                                           |                                                           |                                                           |
| 9.                                                        | All Around Something Bad                                  | 2:17                                                      |                                                           |                                                           |                                                           |                                                           |                                                           |                                                           |                                                           |
| 10.                                                       | Prince Fiyero of Winkie Country                           | 3:16                                                      |                                                           |                                                           |                                                           |                                                           |                                                           |                                                           |                                                           |
| 11.                                                       | The Book Place                                            | 2:00                                                      |                                                           |                                                           |                                                           |                                                           |                                                           |                                                           |                                                           |
| 12.                                                       | Elphaba at Ozdust                                         | 3:02                                                      |                                                           |                                                           |                                                           |                                                           |                                                           |                                                           |                                                           |
| 13.                                                       | Sharing Secrets                                           | 2:00                                                      |                                                           |                                                           |                                                           |                                                           |                                                           |                                                           |                                                           |
| 14.                                                       | Look at You                                               | 1:19                                                      |                                                           |                                                           |                                                           |                                                           |                                                           |                                                           |                                                           |
| 15.                                                       | Replacement Teacher                                       | 3:49                                                      |                                                           |                                                           |                                                           |                                                           |                                                           |                                                           |                                                           |
| 16.                                                       | Cub Rescue                                                | 1:45                                                      |                                                           |                                                           |                                                           |                                                           |                                                           |                                                           |                                                           |
| 17.                                                       | Forest Feelings                                           | 2:02                                                      |                                                           |                                                           |                                                           |                                                           |                                                           |                                                           |                                                           |
| 18.                                                       | Ozian Invitation                                          | 2:30                                                      |                                                           |                                                           |                                                           |                                                           |                                                           |                                                           |                                                           |
| 19.                                                       | Galinda Becomes Glinda                                    | 3:36                                                      |                                                           |                                                           |                                                           |                                                           |                                                           |                                                           |                                                           |
| 20.                                                       | Train to Emerald City                                     | 2:18                                                      |                                                           |                                                           |                                                           |                                                           |                                                           |                                                           |                                                           |
| 21.                                                       | Hall of Grandiosity                                       | 2:40                                                      |                                                           |                                                           |                                                           |                                                           |                                                           |                                                           |                                                           |
| 22.                                                       | A Wizard’s Plan                                           | 4:23                                                      |                                                           |                                                           |                                                           |                                                           |                                                           |                                                           |                                                           |
| 23.                                                       | The Grimmerie                                             | 2:06                                                      |                                                           |                                                           |                                                           |                                                           |                                                           |                                                           |                                                           |
| 24.                                                       | Transformations                                           | 8:10                                                      |                                                           |                                                           |                                                           |                                                           |                                                           |                                                           |                                                           |
| 25.                                                       | Monkey Mayhem                                             | 3:40                                                      |                                                           |                                                           |                                                           |                                                           |                                                           |                                                           |                                                           |
| 26.                                                       | All Around Defying Gravity                                | 5:45                                                      |                                                           |                                                           |                                                           |                                                           |                                                           |                                                           |                                                           |
| 78:44                                                     |                                                           |                                                           |                                                           |                                                           |                                                           |                                                           |                                                           |                                                           |                                                           |